# Монреаль (кантон, Од)
Монреа́ль (фр. Montréal) — кантон во Франции, находится в регионе Лангедок — Руссильон, департамент Од. Входит в состав округа Каркасон.
Код INSEE кантона — 1122. Всего в кантон Монреаль входят 9 коммун, из них главной коммуной является Монреаль.

## Коммуны кантона
| Коммуна             | Население, чел. (1999) | Почтовый индекс | Код INSEE |
| ------------------- | ---------------------- | --------------- | --------- |
| Алерак              | 708                    | 11290           | 11005     |
| Арзан               | 1 003                  | 11290           | 11018     |
| Вильнёв-ле-Монреаль | 116                    | 11290           | 11432     |
| Лавалет             | 1 067                  | 11290           | 11199     |
| Монклар             | 172                    | 11250           | 11242     |
| Монреаль            | 1 672                  | 11290           | 11254     |
| Прексан             | 445                    | 11250           | 11299     |
| Руллан              | 416                    | 11290           | 11327     |
| Руфьяк-д’Од         | 340                    | 11250           | 11325     |

## Население
Население кантона на 1999 год составляло 5 939 человек.
| 1962  | 1968  | 1975  | 1982  | 1990  | 1999  | 2006 | 2007 |
| ----- | ----- | ----- | ----- | ----- | ----- | ---- | ---- |
| 4 270 | 4 507 | 4 309 | 4 849 | 5 403 | 5 939 | -    | -    |